# Les Blessures assassines
Les Blessures assassines är en fransk film från år 2000, regisserad av Jean-Pierre Denis, och som är baserad på systrarna Papin. Teaterpjäsen av Jean-Pierre Denis med Michèle Pétin, var baserad på boken L'Affaire Papin av Paulette Houdyer som berättar om dubbelmordet som skakade Frankrike 1933.

## Handling
Christine Papin (Sylvie Testud), och Léa Papin (Julie-Marie Parmentier) är systrar med problem. Madame Lancelin anställer flickorna som hembiträden. Christine ser Madame Lancelin som en ideal-moder — trots att hon är strikt. Men deras bakgrund — deras mor och alkoholiserade far— kastar en skugga över flickorna. Flickorna drar sig in i sig själva och det hela slutar med det värsta — de dödar Madame Lancelin och hennes dotter efter sex års anställning, den 2 februari 1933 i Le Mans.

## Priser och utmärkelser samt nomineringar
Sylvie Testud vann César Award for Most Promising Actress 2001 för sin roll som Christine Papin. Filmen nominerades i samma kategori för bästa film, och Jean-Pierre Denis som bästa regissör.